# Yuji Takenouchi
Yuji Takenouchi (竹ノ内 裕治, Takenouchi Yūji) (Kyoto, 25 februari 1969) is een Japanse componist van computerspelmuziek.
Hij heeft muziek geschreven en het klankontwerp bedacht voor ruim dertig spellen. Daarnaast heeft hij ook meerdere albums uitgebracht onder zijn artiestennamen.

## Carrière
Takenouchi begon zijn carrière in de computerspelindustrie in 1989 bij het bedrijf Konami. Hier werkte hij aan verschillende MSX-titels als Space Manbow, Metal Gear 2: Solid Snake, Quarth en Nemesis.
In 1996 ging Takenouchi werken bij Sony Computer Entertainment. Hier componeerde hij de muziek voor Circadia voor de eerste PlayStation. Hij wist in de muziek voor TomaRunner elementen uit de techno, rock-'n-roll en barok te mixen. In 2008 werd Takenouchi werkzaam voor FromSoftware, waar hij werkte aan het klankontwerp voor Demon's Souls. Hij leverde ook bijdragen aan de spellen Dark Souls en het 10-jarig compilatiealbum van de Monster Hunter-reeks.
In 2015 verliet Takenouchi FromSoftware en maakte de overstap naar Access Games. Hier werkte hij aan het spel D4: Dark Dreams Don't Die. Slechts een jaar later werd hij werkzaam bij iNiS, een Japans spelbedrijf dat zich richt op muziekspellen.

## Discografie

### Computerspellen (selectie)
- Space Manbow (1989)
- Quarth (1990)
- Nemesis (1990)
- SD Snatcher (1990)
- Metal Gear 2: Solid Snake (1990)
- X-Men (1992, arcadeversie)
- Crypt Killer (1995)
- Circadia (1999)
- TomaRunner (1999)
- SkyGunner (2001)
- Ace Combat X: Skies of Deception (2006)
- Demon's Souls (2009)
- Dark Souls (2011)
- Dark Souls II (2014)
- D4: Dark Dreams Don't Die (2014)
- Touhou Genso Mahjong (2019)
- Dragon Quest Keshi Keshi! (2021)

### Als artiest
- Planetrax Vol. 1 (1997, als Disposable)
- Brand New Day (1997, als Mr. YT)
- Southern Paradise (1997, als Mr. YT)
- Planetrax Vol. 2 (1998, als Disposable)
- Parfum E.P. (1998, als Mr. YT)
- re: Mr.YT (2012, als Mr. YT)
- Crayon EP (2014, als Mr. YT)
- Edge Of The Soul (2014, als Missing soul)
- Raum (2019, als Missing soul)
- The Missing: J.J. Macfield And The Island Of Memories Original Soundtrack (2020, als Yuji Takenouchi)